# Qermezī Bāgh
Qermezī Bāgh (persiska: قرمزی باغ) är en ort i Iran.   Den ligger i provinsen Östazarbaijan, i den nordvästra delen av landet, 400 km väster om huvudstaden Teheran. Qermezī Bāgh ligger 2 073 meter över havet och antalet invånare är 209.
Terrängen runt Qermezī Bāgh är huvudsakligen lite bergig. Qermezī Bāgh ligger nere i en dal. Runt Qermezī Bāgh är det ganska glesbefolkat, med 47 invånare per kvadratkilometer. Närmaste större samhälle är Davah Tāqī, 14,9 km nordost om Qermezī Bāgh. Trakten runt Qermezī Bāgh består i huvudsak av gräsmarker.